# Cerro General Manuel Belgrano
Cerro General Manuel Belgrano är ett berg i Argentina.   Det ligger i provinsen La Rioja, i den nordvästra delen av landet, 1 100 km nordväst om huvudstaden Buenos Aires. Toppen på Cerro General Manuel Belgrano är 6 250 meter över havet. Cerro General Manuel Belgrano ingår i Nevado de Famatina.
Terrängen runt Cerro General Manuel Belgrano är huvudsakligen bergig, men den allra närmaste omgivningen är kuperad. Cerro General Manuel Belgrano ligger uppe på en höjd som går i nord-sydlig riktning. Cerro General Manuel Belgrano är den högsta punkten i trakten. Runt Cerro General Manuel Belgrano är det glesbefolkat, med 9 invånare per kvadratkilometer.. 
Trakten runt Cerro General Manuel Belgrano består i huvudsak av gräsmarker.